# Lhok Kulam
Lhok Kulam is een bestuurslaag in het regentschap Bireuen van de provincie Atjeh, Indonesië. Lhok Kulam telt 911 inwoners (volkstelling 2010).